# 1976年インスブルックオリンピックのノルウェー選手団
1976年インスブルックオリンピックのノルウェー選手団（1976ねんインスブルックオリンピックのノルウェーせんしゅだん）は、1976年2月4日から2月15日まで、オーストリアのインスブルックで開催された1976年インスブルックオリンピックのノルウェー選手団、およびその競技結果。

## 概要
今大会は金メダル3個、銀メダル3個、銅メダル1個の合計7個のメダルを獲得した。

## メダル
| メダル | 選手名                                                                                    | 競技                   | 種目             |
| ------ | ----------------------------------------------------------------------------------------- | ---------------------- | ---------------- |
| 金     | イヴァール・フォルモ                                                                      | クロスカントリースキー | 男子50km         |
| 金     | ヤン・エイル・ストルホルト                                                                | スピードスケート       | 男子1500m        |
| 金     | ステン・ステンセン                                                                        | スピードスケート       | 男子5000m        |
| 銀     | ポール・ティルダム アイナル・サーグスチュアン イヴァール・フォルモ オッド・マルティンセン | クロスカントリースキー | 男子4×10kmリレー |
| 銀     | ヨルン・ディドリクセン                                                                    | スピードスケート       | 男子1000m        |
| 銀     | ステン・ステンセン                                                                        | スピードスケート       | 男子10000m       |
| 銅     | リスベト・コルスモ                                                                        | スピードスケート       | 女子3000m        |